# سیارک ۱۲۳۵۹
سیارک ۱۲۳۵۹ (به انگلیسی: 12359 Cajigal، نامگذاری:1993SN3) دوازده هزار و سیصد و پنجاه و نهمین سیارک کشف شده‌است که در ۲۲ سپتامبر ۱۹۹۳ کشف شد.
قدر مطلق سیارک برابر ۴۰.۷ است.